# خانه اول حاج حسن غفوری
خانه اول حاج حسن غفوری مربوط به دوره قاجار است و در اصفهان، خیابان ابن سینا، کوچه مسجد صفا واقع شده و این اثر در تاریخ ۱۹ آذر ۱۳۷۵ با شمارهٔ ثبت ۱۷۹۵ به‌عنوان یکی از آثار ملی ایران به ثبت رسیده‌است.